# ایمن بوتوتائو
ایمن بوتوتائو (انگلیسی: Aymen Boutoutaou؛ زادهٔ ۱۸ فوریهٔ ۲۰۰۱) بازیکن فوتبال است.
از باشگاه‌هایی که در آن بازی کرده‌است می‌توان به باشگاه فوتبال والنسین اشاره کرد.